# Petra Brylander
Petra Victoria Therésa Brylander (født 8. november 1970) er en svensk skuespillerinde og teaterchef.
Brylander startede som statist på Norrbottensteatern. Fra 1992 til 1995 studerede hun på Teaterhögskolan i Malmö og har derefter været ansat på både Helsingborg stadsteater og Malmö stadsteater. Hun har været teaterchef ved sidstnævnte siden 2007.

## Udvalgt filmografi
- Store og små mænd (1995)
- Jægerne (1996)
- Labyrinten (tv-serie, 2000)
- Doxa (2005)
- Wallander (tv-serie, 2005-2013)
- Emblas hemlighet (tv-serie, 2006)